# 60ns Premis Tony
La 60a edició dels premis Tony es va celebrar al Radio City Music Hall l'11 de juny del 2006. La cerimònia de lliurament del premi es va transmetre en directe a la cadena de televisió CBS dels Estats Units. Els premis Tony del 2006 no van comptar amb un presentador, però en canvi més de 60 estrelles van lliurar premis a la cerimònia.
El màxim guanyador de la nit va ser la producció del Royal National Theatre The History Boys del dramaturg britànic Alan Bennett, que va guanyar sis Tonys de set nominacions, inclosa la de millor obra teatral, millor direcció, millor actor protagonista i millor actriu destacada.
Natasha Richardson, Phylicia Rashad i Liev Schreiber van anunciar les nominacions el 16 de maig de 2006.
Els premis Antoinette Perry a l'excel·lència en teatre, més coneguts com els premis Tony, reconeixen els èxits obtinguts en teatre americà i són presentats per l'American Theatre Wing i la League of American Theaters i Producers (ara anomenada The Broadway League) en una cerimònia anual. a la ciutat de Nova York. Els premis corresponen a produccions i representacions de Broadway, a més de diversos premis especials no competitius (com el premi regional de teatre).

## La cerimònia
Harry Connick Jr. va obrir l'espectacle cantant tres cançons populars de tres musicals de Broadway. Connick, (que estava fortament medicat per poder actuar, a causa d'una rotura del disc a la columna vertebral,), també estava nominat i cantà amb el repartiment de  The Pajama Game. Tots els seixanta presentadors i co-presentadors es van unir a l'escenari durant la tercera cançó. Connick va interpretar "Tonight" (de West Side Story), "Give My Regards to Broadway" (de Little Johnny Jones), i "There's No Business Like Show Business" (d'Annie Get Your Gun).

### Actuacions

#### Musicals nous
- The Color Purple: Felicia P. Fields, La Chanze i la companyia van interpretar "Hell No!" i la repetició de la cançó principal.
- The Drowsy Chaperone: Sutton Foster i Bob Martin van interpretar "Show Off" amb el conjunt.
- Jersey Boys: John Lloyd Young va interpretar "Can't Take My Eyes Off of You" i se li van unir Christian Hoff, Daniel Reichard i J. Robert Spencer per interpretar "Who Loves You?".
- The Wedding Singer: Stephen Lynch i la companyia van interpretar "It's Your Wedding Day".

#### Revivals
- The Pajama Game: Harry Connick Jr. i Kelli O'Hara van interpretar "There Once Was a Man". Harry Connick, Jr. i Megan Lawrence amb el conjunt van interpretar "Hernando's Hideaway".
- Sweeney Todd: La companyia, inclosos Manoel Felciano, Michael Cerveris i Patti LuPone van interpretar un medley de "The Ballad of Sweeney Todd", "The Worst Pies in London", "My Friends" i "The Ballad of Sweeney Todd (reprise)"
- The Threepenny Opera : Alan Cumming i Cyndi Lauper amb el conjunt van interpretar "The Ballad of the Pimp".

### Presentadors
Presentadors
| - Lauren Ambrose - Julie Andrews - Hank Azaria - Harry Belafonte - Kristen Bell - Norbert Leo Butz - Victoria Clark - Glenn Close - Harry Connick, Jr. - Barbara Cook - Jim Dale - Christine Ebersole - Ralph Fiennes - Harvey Fierstein - Ana Gasteyer - Joanna Gleason - Marcia Gay Harden - Neil Patrick Harris - Hal Holbrook - Bill Irwin | - James Earl Jones - T. R. Knight - Frank Langella - Josh Lucas - Julianna Margulies - Eric McCormack - Audra McDonald - Michael McKean - S. Epatha Merkerson - Brian Stokes Mitchell - James Naughton - Patricia Neal - Bebe Neuwirth - Cynthia Nixon - Janis Paige - Anna Paquin - Rosie Perez - Joe Pesci - Bernadette Peters - David Hyde Pierce | - Oliver Platt - Jonathan Pryce - Sara Ramirez - Molly Ringwald - Chita Rivera - Paul Rudd - Mark Ruffalo - Julia Roberts - Liev Schreiber - Kyra Sedgwick - Paul Shaffer - Martin Short - Tom Skerritt - Jamie-Lynn Sigler - John Tartaglia - Richard Thomas - Stanley Tucci - Rita Wilson - Oprah Winfrey - Alfre Woodard |

## Nova categoria
A partir dels premis del 2006, es va afegir una categoria addicional de prova per a les temporades 2005–2006, 2006–2007 i 2007–2008: millor recreació d'un paper principal per un actor / actriu. Aquesta categoria estava destinada a homenatjar els actors i actrius que van ser contractats com a substituts i es van unir a un espectacle de llarga durada després de la seva inauguració oficial, i d'altra manera no hauria tingut la possibilitat de ser reconeguda per una representació potencialment digna de Tony. És possible que aquest premi s'hagi concedit o no en un any concret. Els espectacles havien de presentar els reemplaçaments que consideraven dignes de ser considerats i un comitè de vint-i-quatre membres, el comitè d'administració dels premis Tony, havia d'assistir als espectacles i avaluar les representacions.
El 2006 no es va atorgar cap premi, perquè cap dels dos intèrprets nominats, Jonathan Pryce i Harvey Fierstein, no va rebre els setze vots necessaris per obtenir una victòria.
Després dels premis Tony del 2006, el comitè d'administració va votar per unanimitat l'abandonament de la categoria.

## Guanyadors i nominats
Guanyadors i nominats
Els guanyadors apareixen en negreta
| Millor obra | Millor musical |
| --- | --- |
| - The History Boys – Alan Bennett - The Lieutenant of Inishmore – Martin McDonagh - Rabbit Hole – David Lindsay-Abaire - Shining City – Conor McPherson | - Jersey Boys - The Color Purple - The Drowsy Chaperone - The Wedding Singer |
| Millor revival d'obra | Millor revival de musical |
| - Awake and Sing! - The Constant Wife - Faith Healer - Seascape | - The Pajama Game - Sweeney Todd - The Threepenny Opera |
| Millor actor protagonista | Millor actriu protagonista |
| - Richard Griffiths – The History Boys com Hector - Ralph Fiennes – Faith Healer com Frank - Željko Ivanek – The Caine Mutiny Court-Martial com Lt. Com. Phillip Francis Queeg - Oliver Platt – Shining City com John - David Wilmot – The Lieutenant of Inishmore com Padraic | - Cynthia Nixon – Rabbit Hole com Becca Corbett - Kate Burton – The Constant Wife com Constance Culver Middleton - Judy Kaye – Souvenir com Florence Foster Jenkins - Lisa Kron – Well com Lisa Kron - Lynn Redgrave – The Constant Wife com Mrs. Culver                                                          |
| Millor actor protagonista de musical | Millor actriu protagonista de musical |
| - John Lloyd Young – Jersey Boys com Frankie Valli - Michael Cerveris – Sweeney Todd com Sweeney Todd - Harry Connick Jr. – The Pajama Game com Sid Sorokin - Stephen Lynch – The Wedding Singer com Robbie Hart - Bob Martin – The Drowsy Chaperone com Man in Chair          | - LaChanze – The Color Purple com Celie Harris Johnson - Sutton Foster – The Drowsy Chaperone com Janet Van De Graaff - Patti LuPone – Sweeney Todd com Mrs. Lovett - Kelli O'Hara – The Pajama Game com Catherine 'Babe' Williams - Chita Rivera – Chita Rivera: The Dancer's Life com Ella mateixa              |
| Millor actor de repartiment | Millor actriu de repartiment |
| - Ian McDiarmid – Faith Healer com Teddy - Samuel Barnett – The History Boys com Posner - Domhnall Gleeson – The Lieutenant of Inishmore com Davey - Mark Ruffalo – Awake and Sing! com Moe Axelrod - Pablo Schreiber – Awake and Sing! com Ralph Berger                       | - Frances de la Tour – The History Boys com Mrs. Lintott - Tyne Daly – Rabbit Hole com Nat - Jayne Houdyshell – Well com Ann - Alison Pill – The Lieutenant of Inishmore com Mairead - Zoë Wanamaker – Awake and Sing! com Bessie Berger                                                                          |
| Millor actor de repartiment de musical | Millor actriu de repartiment de musical |
| - Christian Hoff – Jersey Boys com Tommy DeVito - Danny Burstein – The Drowsy Chaperone com Adolpho - Jim Dale – The Threepenny Opera com Mr. Peachum - Brandon Victor Dixon – The Color Purple com Harpo - Manoel Felciano – Sweeney Todd com Tobias                          | - Beth Leavel – The Drowsy Chaperone com The Drowsy Chaperone - Carolee Carmello – Lestat com Gabrielle de Lioncourt - Felicia P. Fields – The Color Purple com Sofia Johnson - Megan Lawrence – The Pajama Game com Gladys Hotchkiss - Elisabeth Withers – The Color Purple com Shug Avery                       |
| Millor llibret | Millor banda Sonora (música i/o lletres) escrita per a teatre |
| - Bob Martin i Don McKellar – The Drowsy Chaperone - Marsha Norman – The Color Purple - Marshall Brickman i Rick Elice – Jersey Boys - Chad Beguelin i Tim Herlihy – The Wedding Singer                                                                                        | - The Drowsy Chaperone – Lisa Lambert i Greg Morrison (música i lletres) - The Color Purple – Brenda Russell, Allee Willis i Stephen Bray (música i lletres) - The Wedding Singer – Matthew Sklar (música) i Chad Beguelin (lletres) - The Woman in White – Andrew Lloyd Webber (música) i David Zippel (lletres) |
| Millor escenografia | Millor escenografia a un musical |
| - Bob Crowley – The History Boys - John Lee Beatty – Rabbit Hole - Santo Loquasto – Three Days of Rain - Michael Yeargan – Awake and Sing! | - David Gallo – The Drowsy Chaperone - John Lee Beatty – The Color Purple - Derek McLane – The Pajama Game - Klara Zieglerova – Jersey Boys |
| Millor vestuari | Millor vestuari a un musical |
| - Catherine Zuber – Awake and Sing! - Michael Krass – The Constant Wife - Santo Loquasto – A Touch of the Poet - Catherine Zuber – Seascape | - Gregg Barnes – The Drowsy Chaperone - Susan Hilferty – Lestat - Martin Pakledinaz – The Pajama Game - Paul Tazewell – The Color Purple |
| Millor il·luminació | Millor il·luminació a un musical |
| - Mark Henderson – The History Boys - Christopher Akerlind – Awake and Sing! - Paul Gallo – Three Days of Rain - Mark Henderson – Faith Healer | - Howell Binkley – Jersey Boys - Ken Billington i Brian Monahan – The Drowsy Chaperone - Natasha Katz – Tarzan - Brian MacDevitt – The Color Purple. |
| Millor direcció d'obra | Millor direcció de musical |
| - Nicholas Hytner – The History Boys - Wilson Milam – The Lieutenant of Inishmore - Bartlett Sher – Awake and Sing! - Daniel Sullivan – Rabbit Hole | - John Doyle – Sweeney Todd - Kathleen Marshall – The Pajama Game - Des McAnuff – Jersey Boys - Casey Nicholaw – The Drowsy Chaperone |
| Millor coreografia | Millors orquestracions |
| - Kathleen Marshall – The Pajama Game - Rob Ashford – The Wedding Singer - Donald Byrd – The Color Purple - Casey Nicholaw – The Drowsy Chaperone | - Sarah Travis – Sweeney Todd - Larry Blank – The Drowsy Chaperone - Dick Lieb i Danny Troob – The Pajama Game - Steve Orich – Jersey Boys |

### Premis especials
- Premi Especial
  - Sarah Jones per Bridge & Tunnel
- Al teatre regional
  - Intiman Theatre, Seattle, Washington
- Honorífic per l'excel·lència al teatre
  - Harold Prince

## Multiples nominacions i premis
Aquestes produccions van tenir múltiples nominacions:
- 13 nominacions: The Drowsy Chaperone
- 11 nominacions: The Color Purple
- 9 nominacions: The Pajama Game
- 8 nominacions: Awake and Sing! & Jersey Boys
- 7 nominacions: The History Boys
- 6 nominacions: Sweeney Todd
- 5 nominacions: The Lieutenant of Inishmore, Rabbit Hole & The Wedding Singer
- 4 nominacions: The Constant Wife & Faith Healer
- 2 nominacions: Lestat, Seascape, Shining City, Three Days of Rain, The Threepenny Opera & Well

Aquestes produccions van rebre múltiples premis.
- 6 premis: The History Boys
- 5 premis: The Drowsy Chaperone
- 4 premis: Jersey Boys
- 2 premis: Awake and Sing!, The Pajama Game & Sweeney Todd